# Gregory Lake Seaplane Base
Gregory Lake Seaplane Base (engelska: Nuwara Eliya Airport, Gregory Lake SPB) är en flygplats i Sri Lanka.   Den ligger i distriktet Nuwara Eliya District och provinsen Centralprovinsen, i den södra delen av landet, 100 km öster om huvudstaden Colombo. Gregory Lake Seaplane Base ligger 1 875 meter över havet.
Terrängen runt Gregory Lake Seaplane Base är varierad, och sluttar söderut. Runt Gregory Lake Seaplane Base är det tätbefolkat, med 570 invånare per kvadratkilometer. Närmaste större samhälle är Nuwara Eliya, 1,5 km norr om Gregory Lake Seaplane Base. I omgivningarna runt Gregory Lake Seaplane Base växer i huvudsak städsegrön lövskog.